# Shae Simmons
Shae Austin Simmons (né le 3 septembre 1990 à Cap-Girardeau, Missouri, États-Unis) est un lanceur de relève droitier des Ligues majeures de baseball jouant avec les Mariners de Seattle.

## Carrière
Joueur des Redhawks de l'université Southeast Missouri State (en), Shae Simmons est repêché au 22e tour de sélection en 2012 par les Braves d'Atlanta. Le lanceur de relève droitier fait ses débuts dans le baseball majeur avec les Braves le 31 mai 2014.
Simmons lance 28 manches et un tiers pour Atlanta en 33 matchs, les 26 premiers en 2014 et les 7 autres durant la saison 2016. Sa moyenne de points mérités se chiffre à 2,54 avec l'équipe.
Avec le joueur de champ extérieur Mallex Smith, Simmons est le 11 janvier 2017 échangé d'Atlanta aux Mariners de Seattle contre les lanceurs gauchers des ligues mineures Thomas Burrows et Luiz Gohara.